# Hardebek
Hardebek er en by og en kommune i det nordlige Tyskland, beliggende i Amt Bad Bramstedt-Land i
den vestlige del af Kreis Segeberg. Kreis Segeberg ligger i den sydøstlige del af delstaten Slesvig-Holsten.

## Geografi
Hardebek ligger omkring 14 km nord for Bad Bramstedt og 11 km syd for Neumünster. Mod øst går motorvejen A7 fra Hamborg mod Flensborg.